# Галлон

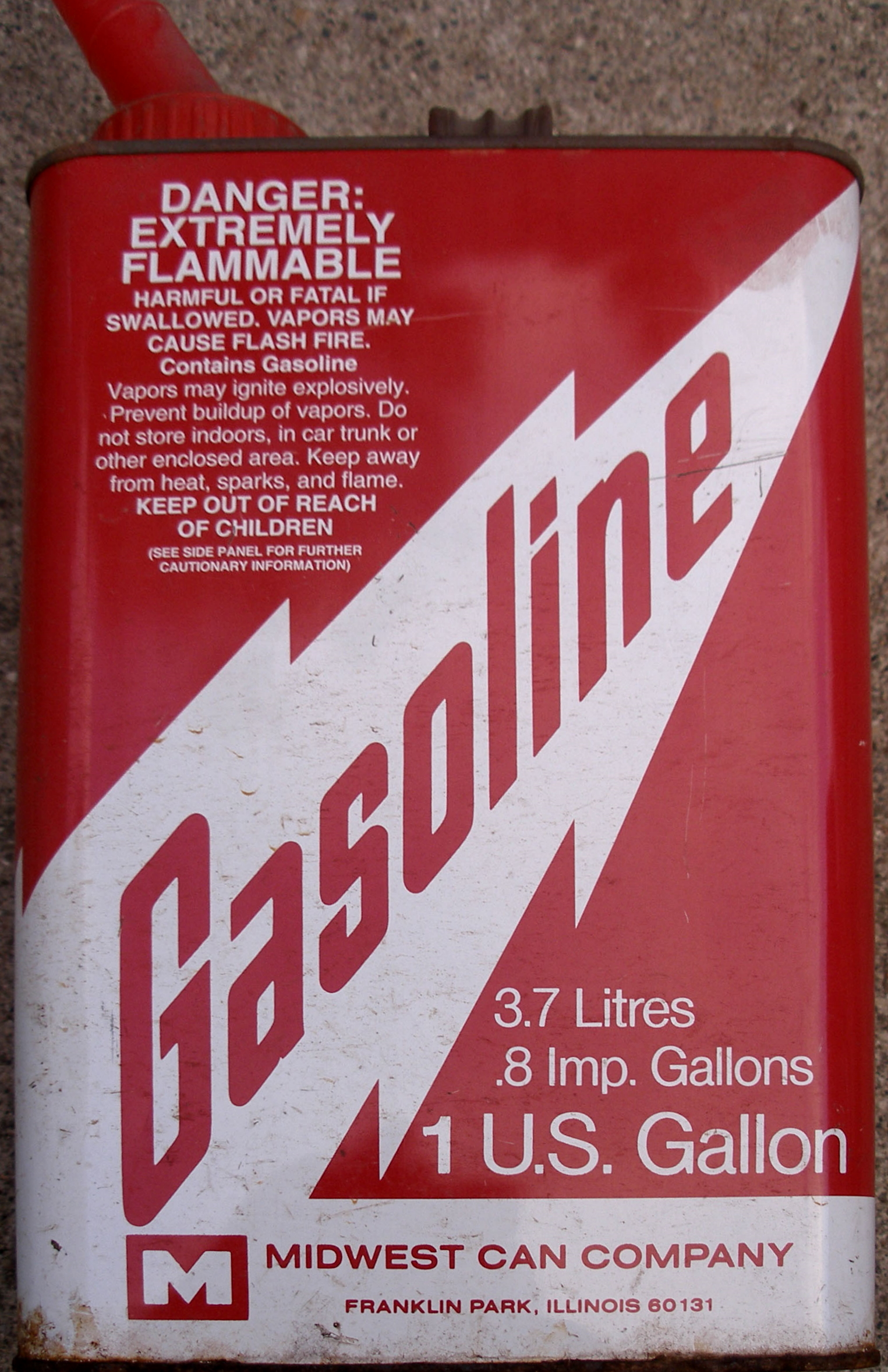
Канистра бензина объёмом в 1 галлон США, 0,8 «имперского» галлона или 3,8 литра.

Единицы измерения бензина, используемые во всем мире:
Литр
Галлон США
Имперский галлон
Нет данных

Галло́н (англ. gallon) — мера объёма в английской системе мер, соответствующая от 3,79 до 4,55 литра (в зависимости от страны употребления). Обычно используется для жидкостей, в редких случаях — для твёрдых тел. Дольные единицы галлона — кварта, пинта и унция. Американский галлон равен 3,785411784 литра.

## Возникновение термина
Галлон изначально определялся как объём 3,6 литра (8 фунтов) пшеницы. Пинта является производной величиной от галлона — одна восьмая его часть. Позже другие разновидности галлона были введены в обиход для других продуктов и, соответственно, появились новые варианты пинт. Америка приняла британский винный галлон, определённый в 1707 году как 231 кубический дюйм в качестве основной меры объёма жидкости. Отсюда была выведена американская жидкая пинта. Был также принят британский зерновой галлон (268,8 кубического дюйма) как мера объёма сыпучих тел. Отсюда произошла американская сухая пинта. В 1824 году британский парламент заменил все варианты галлона на один имперский галлон, определённый как 4,5 литра (10 фунтов) дистиллированной воды при температуре +16,7 °C (277,42 кубического дюйма).

## Значение в разных странах
Американский галлон и английский галлон различаются:
- американский жидкостный галлон = 3,78541 литра[3];
- английский галлон = 4,5461 литра.

В США стандартный баррель для жидкости равен 42 американским галлонам, то есть:
1 американский баррель = 42 американских галлона = 159 литров = 2/3 хогсхеда.
Однако при измерении объёма пива (из-за налоговых ограничений) в США используется так называемый стандартный пивной баррель, который равен 31 американскому галлону (117,3 литра).
Перевод в метрическую систему:
- Аргентина: 3,80 л
- Великобритания:
  - имперский или обыкновенный 4,5461 л
  - пруф-галлон, для измерения спирта 2,594 л
  - старый, для измерения вина и жидкостей 3,78533 л
  - сыпучих тел 4,405 л
- Куба: 3,785 л
- США:
  - сыпучих тел 4,405 л
  - обыкновенный малый, для измерения вина и нефти 3,785411784 л
  - пруф-галлон 1,89 л